# Gåstjärnen (Arnäs socken, Ångermanland)
Gåstjärnen är en sjö i Örnsköldsviks kommun i Ångermanland och ingår i Gideälven-Idbyåns kustområde.